# Oahu Facula
Oahu Facula est une zone brillante sur Titan, satellite naturel de Saturne.

## Caractéristiques
Oahu Facula est centrée sur 5,0° de latitude nord et 166,7 de longitude ouest, et mesure 465 km dans sa plus grande dimension.

## Observation
Oahu Facula a été découverte par les images transmises par la sonde Cassini.
Elle a reçu le nom d'Oahu, une île de l'archipel d'Hawaii.